# Rovies

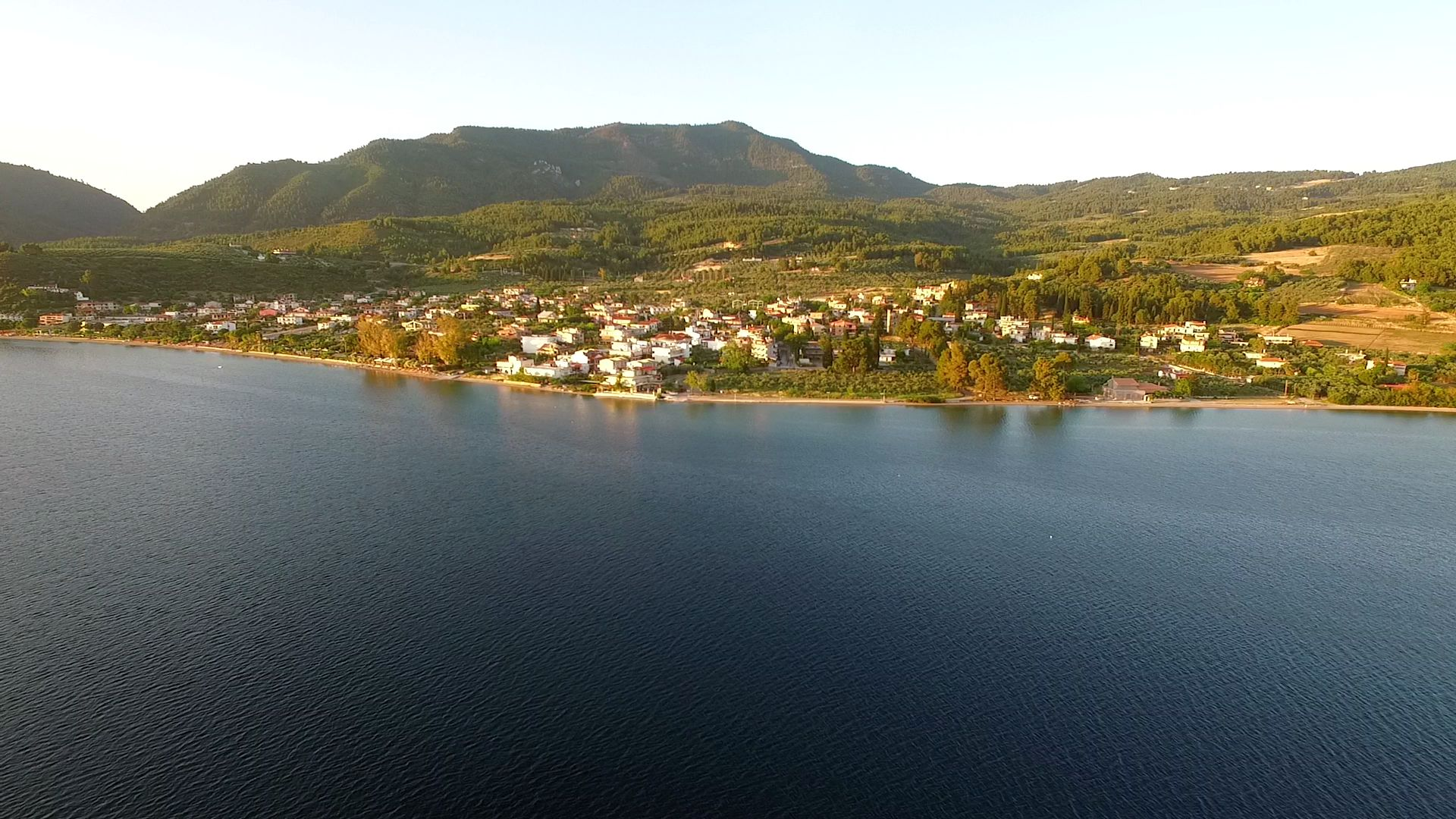
Rovies Evia

Rovies (neugriechisch Ροβιές (f. pl.), altgriechisch Όρόβιαι Oróbiai) ist eine Küstenstadt in der Gemeinde Mandoudi-Limni-Agia Anna im Nordwesten der griechischen Insel Euböa, 50 km nordwestlich von Chalkis. Bekannt war sie in der Antike für ihre Orakelstätte des Apollon Selinuntios. Im Jahr 426 v. Chr. wurde die Stadt durch ein schweres Erdbeben im Golf von Euböa sowie die anschließende Flutwelle verwüstet.